# Taifun Rai
Der Taifun Rai, auf den Philippinen als Taifun Odette bekannt, war der neunte Taifun der Hurrikansaison 2021 im Ocean Pacific Northwest.

## Ablauf
Es entstand seit dem 9. Dezember 2021 langsam ein tropisches Tiefdruckgebiet. Am 12. Dezember wurde es dann zu einem tropischen Sturm, der von der Japan Meteorological Agency (JMA) Rai genannt wurde, bevor er am nächsten Tag südlich des Ngulu-Atolls vorbeizog.
Nachdem Rai Palau passiert hatte, betrat Rai über Nacht die Philippinen. Am nächsten Tag erhöhten sowohl die JMA als auch das Joint Typhoon Warning Center (JTWC) den Status auf einen Taifun entsprechend der Kategorie 1 in der Saffir-Simpson-Skala.
Als Rai sich den Philippinen näherte, wuchs Rai schnell zu einem Supertaifun der Kategorie 5, kurz bevor er die Küste von Siargao traf. Es wurde dann langsam aber stetig schwächer, als es durch die Visayas und dann auf die Sulusee ging. Nachdem er zum letzten Mal bei Palawan auf Land getroffen hatte, schwächte sich der Taifun weiter ab, bevor er sich unerwartet wieder zu einem gleichwertigen Taifun der Kategorie 5 verstärkte. Am 18. Dezember näherte er sich Vietnam. Rai wurde am nächsten Tag wieder herabgestuft.
Am 22. Dezember 2021 löste er sich auf.

## Geschwindigkeiten
Als Spitzengeschwindigkeit über dem Meer wurden Geschwindigkeiten von rund 195 km/h gemessen. 10 Minuten anhaltend wurden Geschwindigkeiten von rund 195 km/h erreicht.